# Intendants du commerce
Les intendants du commerce étaient sous l'Ancien Régime des magistrats du contrôleur général des finances chargés de veiller au développement du commerce. 

## Histoire
Louis XIV en crée six en 1708 en les choisissant parmi les maîtres des requêtes. Supprimés en 1715, Louis XV en rétablit quatre en 1724. 

## Intendants du commerce célèbres
- Joseph d'Albert
- Pierre Arnoul
- Vincent de Gournay
- Louis-Charles de Machault d'Arnouville
- Antoine Louis Rouillé
- Jean Anisson (II), seigneur d'Hauteroche (1724)[2]